# 雪どけのあの川の流れのように
『雪どけのあの川の流れのように』（ゆきどけのあのかわのながれのように）は三枝夕夏 IN dbの20thシングル。

## 概要
- 「雲に乗って」以来の『名探偵コナン』主題歌。テレビのEDで使用されているものとは歌詞、リズム等が異なっているため「雲に乗って」と同様にオンエアバージョンが収録される。三枝夕夏 IN dbは最後となるテレビアニメ『名探偵コナン』のタイアップである。

## 収録曲
1. 雪どけのあの川の流れのように
  - 作詞・作曲：三枝夕夏 / 編曲：葉山たけし
2. 七つの海を渡る風のように ～Ballad Version～
  - 作詞:愛内里菜&三枝夕夏 / 作曲：大野愛果 / 編曲：池田大介

愛内里菜&三枝夕夏としてリリースしたシングルのバラードバージョン。
3. 雪どけのあの川の流れのように (TV Version)
4. 雪どけのあの川の流れのように ～Instrumental～

### DVD（初回限定盤のみ）
SHORT DRAMA "tears" & FIVE'S DIARY

## タイアップ
雪どけのあの川の流れのように
- 日本テレビ･読売テレビ系アニメ『名探偵コナン』エンディングテーマ
- OVA（OAD）『名探偵コナン 女子高生探偵 鈴木園子の事件簿 』エンディングテーマ
- チバテレビ系 『MU-GEN』2月度オープニングテーマ

## 収録アルバム
雪どけのあの川の流れのように
- U-ka saegusa IN db IV 〜クリスタルな季節に魅せられて〜
- U-ka saegusa IN db Final Best
- THE BEST OF DETECTIVE CONAN 3 〜名探偵コナン テーマ曲集3〜

| テレビアニメ『名探偵コナン』エンディングテーマ 2008年1月14日 - 2008年5月19日 |                                                 |                                    |
| 前作: GARNET CROW 『世界はまわると言うけれど』                               | 三枝夕夏 IN db 『雪どけのあの川の流れのように』 | 次作: 上木彩矢 『Summer Memories』 |